# L'altalena di velluto rosso
L'altalena di velluto rosso (The Girl in the Red Velvet Swing) è un film del 1955 diretto da Richard Fleischer in CinemaScope.

## Analisi
Viene ricostruito, in maniera romanzata ma con la consulenza della vera Evelyn Nesbit, il caso dell'omicidio di Stanford White nella New York d'inizio Novecento.
La storia, realmente accaduta, narra della gelosia del milionario Harry Kendall Thaw verso un vecchio amore di sua moglie, la ballerina Evelyn Nesbit. In preda alle sue ossessioni, Thaw arriverà a uccidere il rivale, il celebre architetto Stanford White. L'omicidio avviene davanti al numeroso pubblico che assiste a uno spettacolo di Ziegfeld Follies. Harry viene subito arrestato e processato. Sarà assolto per infermità mentale a seguito della deposizione della moglie.

## Trama
La giovanissima Evelyn Nesbit, modella e attrice nelle riviste newyorkesi del primo Novecento, attira l'attenzione del famoso architetto Stanford White che, approfittando di un viaggio in Europa della moglie, diventa l'amante della ragazza. Anche lei ricambia l'amore di White, il quale la toglie dal mondo dello spettacolo per mandarla a completare gli studi in un costoso college della buona società.
Harry Kendall Thaw, un giovane viziato e vizioso che considera l'architetto un suo rivale nella vita sociale di New York, si intestardisce anch'egli a corteggiare Evelyn, finché riesce a convincerla a sposarlo quando White la lascia. L'architetto si è reso infatti conto che sta rovinando la vita della ragazza che ama ma che non potrà mai sposare, non volendo ferire la moglie a cui è profondamente affezionato.
Thaw, che si trova in Europa con Evelyn, appena dopo le nozze, comincia a tormentarla con scene di gelosia, cercando di farle confessare presunte violenze di White nei suoi confronti. Per fare smettere quella tortura, Evelyn confessa cose inesistenti, rendendo sempre più folle di rabbia il marito.
Una sera, a uno spettacolo di Ziegfeld, Thaw vede il rivale seduto a un altro tavolo: imbestialito, si alza e gli spara, uccidendolo.

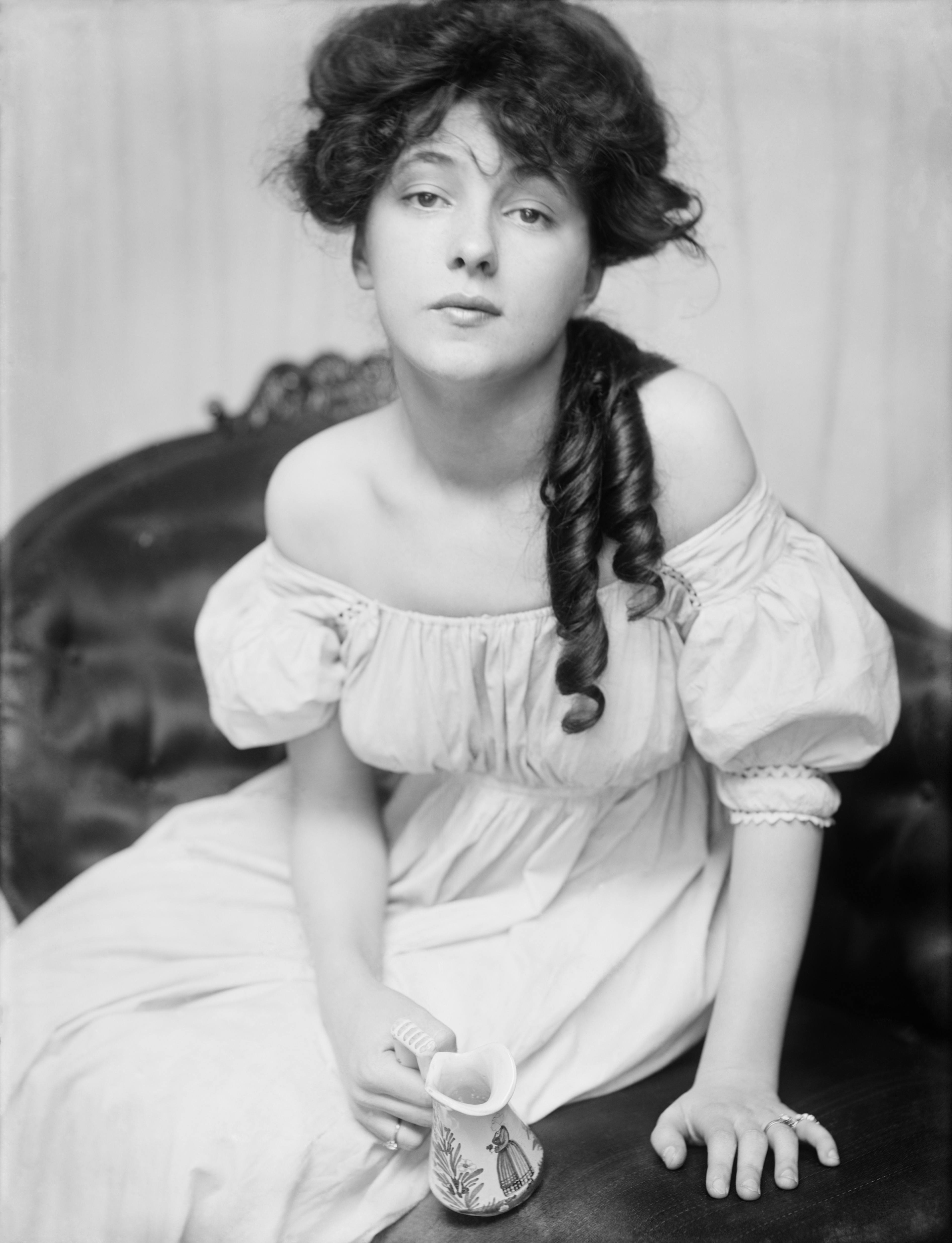
La vera Evelyn Nesbit

Arrestato, Thaw rischia la testa per l'omicidio commesso davanti a tanti testimoni. Ma la madre di Thaw convince Evelyn a salire sul banco dei testimoni: lì, Evelyn deve confessare di essere stata l'amante di White il quale la faceva salire su un'altalena di velluto rosso. Le descrizioni del suo rapporto con l'architetto infiammano l'opinione pubblica, e alla fine la giuria condanna Thaw per l'omicidio, ma dichiara anche la sua infermità mentale. Thaw è salvo ed Evelyn esce dalla sua vita, con la reputazione rovinata.

## Distribuzione
Distribuito dalla Twentieth Century Fox Film Corporation, il film uscì nelle sale cinematografiche USA il 1º ottobre 1955.

## Remake
Nel 1981 il regista Miloš Forman diresse Ragtime, con Elizabeth McGovern nel ruolo di Evelyn Nesbit.